# Temporada 2012 del Rally NACAM
La temporada 2012 del Rally NACAM fue la 5.a temporada del campeonato regional. Estuvo compuesto de seis pruebas; inició en abril en México y concluyó en noviembre en Colombia. El piloto ganador fue el mexicano Ricardo Triviño, mientras el segundo lugar lo ocupó su compatriota Carlos Izquierdo y el tercer lugar el costarricense Andrés Molina. El campeonato de naciones fue para el equipo mexicano y el segundo y tercer lugar para los equipos costarricense y trinitense, respectivamente.

## Resultados

### Campeonato de Pilotos
| Pos.              | Piloto              | MEX | MEX | CRI | PER | COL | COL | Puntos | Notas      |
| ----------------- | ------------------- | --- | --- | --- | --- | --- | --- | ------ | ---------- |
| 1                 | Ricardo Triviño     | 25  | 18  | 25  | 25  | 18  | 25  | 136    |            |
| 2                 | Carlos Izquierdo    | 15  | 25  | 0   | 18  | 25  | 18  | 101    | [ Nota 1 ] |
| 3                 | Andrés Molina       | 0   | 12  | 15  | 12  | 15  | 0   | 54     |            |
| 4                 | John Powell         | 18  | 0   | 18  | 15  | 0   | 0   | 51     |            |
| 4                 | Alejandro Lombardo  | 6   | 10  | 12  | 8   | 0   | 15  | 51     | [ Nota 2 ] |
| 6                 | Mario Fernández     | 8   | 0   | 0   | 10  | 12  | 12  | 42     |            |
| 6                 | Dante Pescetto      | 0   | 6   | 10  | 6   | 10  | 10  | 42     | [ Nota 3 ] |
| 8                 | Víctor Pérez Couto  | 0   | 15  | 0   | 0   | 0   | 0   | 15     |            |
| 9                 | Diego Landazuri     | 12  | 0   | 0   | 0   | 0   | 0   | 12     |            |
| 10                | Luis Miguel Abascal | 10  | 0   | 0   | 0   | 0   | 0   | 10     |            |
| Fuente: NACAM FIA |                     |     |     |     |     |     |     |        |            |

| Color  | Resultado                               | Color                                   | Resultado                               |
| ------ | --------------------------------------- | --------------------------------------- | --------------------------------------- |
| Oro    | Ganador                                 | Azul                                    | Finalizó la prueba                      |
| Plata  | 2.º lugar                               | Violeta                                 | No terminó (Ret)                        |
| Bronce | 3.er lugar                              | Negro                                   | Descalificado (Des)                     |
| Verde  | Entre los 10 prim.                      | Sin color                               | No participó                            |
| Blanco | Puntuó en otra prueba o categoría (Otr) | Puntuó en otra prueba o categoría (Otr) | Puntuó en otra prueba o categoría (Otr) |

### Campeonato de Naciones
| Pos.              | País              | MEX | MEX | CRI | PER | COL | COL | Puntos totales |
| ----------------- | ----------------- | --- | --- | --- | --- | --- | --- | -------------- |
| 1                 | México            | 58  | 66  | 25  | 53  | 55  | 55  | 312            |
| 2                 | Costa Rica        | 0   | 12  | 15  | 12  | 15  | 0   | 54             |
| 3                 | Trinidad y Tobago | 18  | 0   | 18  | 15  | 0   | 0   | 51             |
| 4                 | Venezuela         | 6   | 10  | 12  | 8   | 0   | 15  | 51             |
| 5                 | Panamá            | 0   | 6   | 10  | 6   | 10  | 10  | 42             |
| 6                 | Ecuador           | 15  | 0   | 0   | 0   | 0   | 0   | 15             |
| Fuente: NACAM FIA |                   |     |     |     |     |     |     |                |